# 茨木城
茨木城（いばらきじょう）は、大阪府茨木市にあった日本の城。現在の城跡は宅地化され、茨木神社に移築されたと言われている搦手門と茨木小学校に復元された櫓門がある程度で、城をしのばせるものはほとんど残っていない。

## 沿革
茨木城の築城については、よく解っていないが3説が言われている。
1. 建武年間（1334年 - 1336年）に楠木正成が築いた
2. 安富氏が築いた
3. 福富氏が築いた

### 茨木氏時代
茨木氏は文安年間（1444年 - 1449年）の『文安年中御番帳』に奉行の1人として名前が見えることから、この頃より台頭していたと思われている。また茨木城の文献上の初見は、応仁の乱に東軍の安富元綱方に属していた野田泰忠が応仁元年（1467年）5月20日、「摂州茨木之城に陣を構えた」と『野田泰忠軍忠状』から見受けられる。

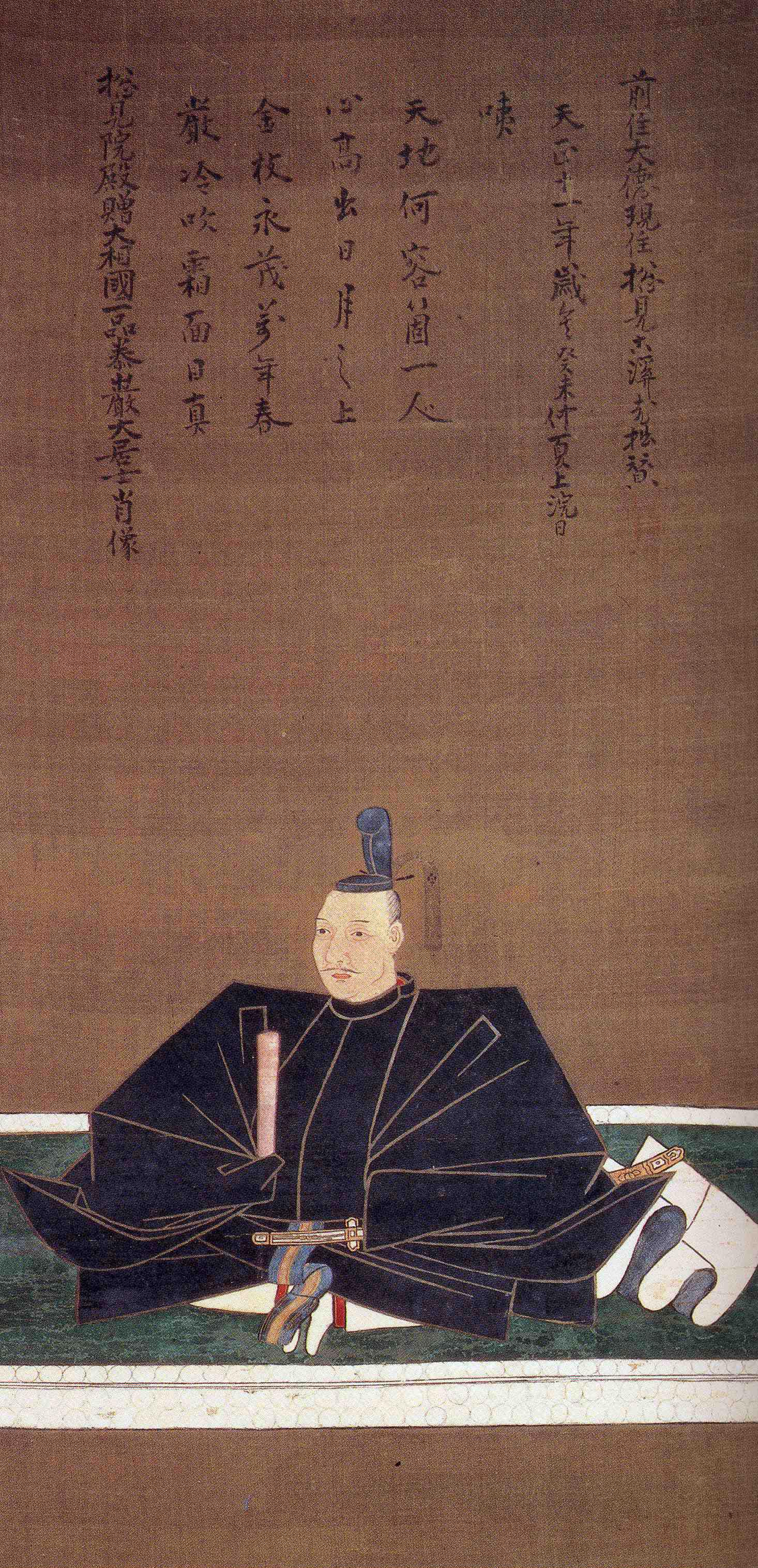
織田信長像

文明14年（1482年）に摂津で国人一揆が勃発、細川政元が鎮圧に乗り出した。まず同年6月に三宅城を攻略、ついで同年7月には茨木三郎が守る茨木城も攻略し、同年10月には吹田成枝が守る吹田城を落城させている。
その後茨木長隆が勢力を拡大、細川高国と細川晴元との対立では、晴元方について高国を敗死させ（大物崩れ）、天文7年（1538年）には守護代となった。しかし、天文17年（1548年）には晴元と三好長慶が対立するにいたり、翌天文18年（1549年）の江口の戦いで敗北し、史上から名前が消えてしまったことから、この時に茨木長隆は死亡したと推察されている。茨木重朝に代が変わり、室町幕府の御家人として織田信長の摂津入国（永禄11年（1568年））に臣従し、茨木の本領を安堵された。

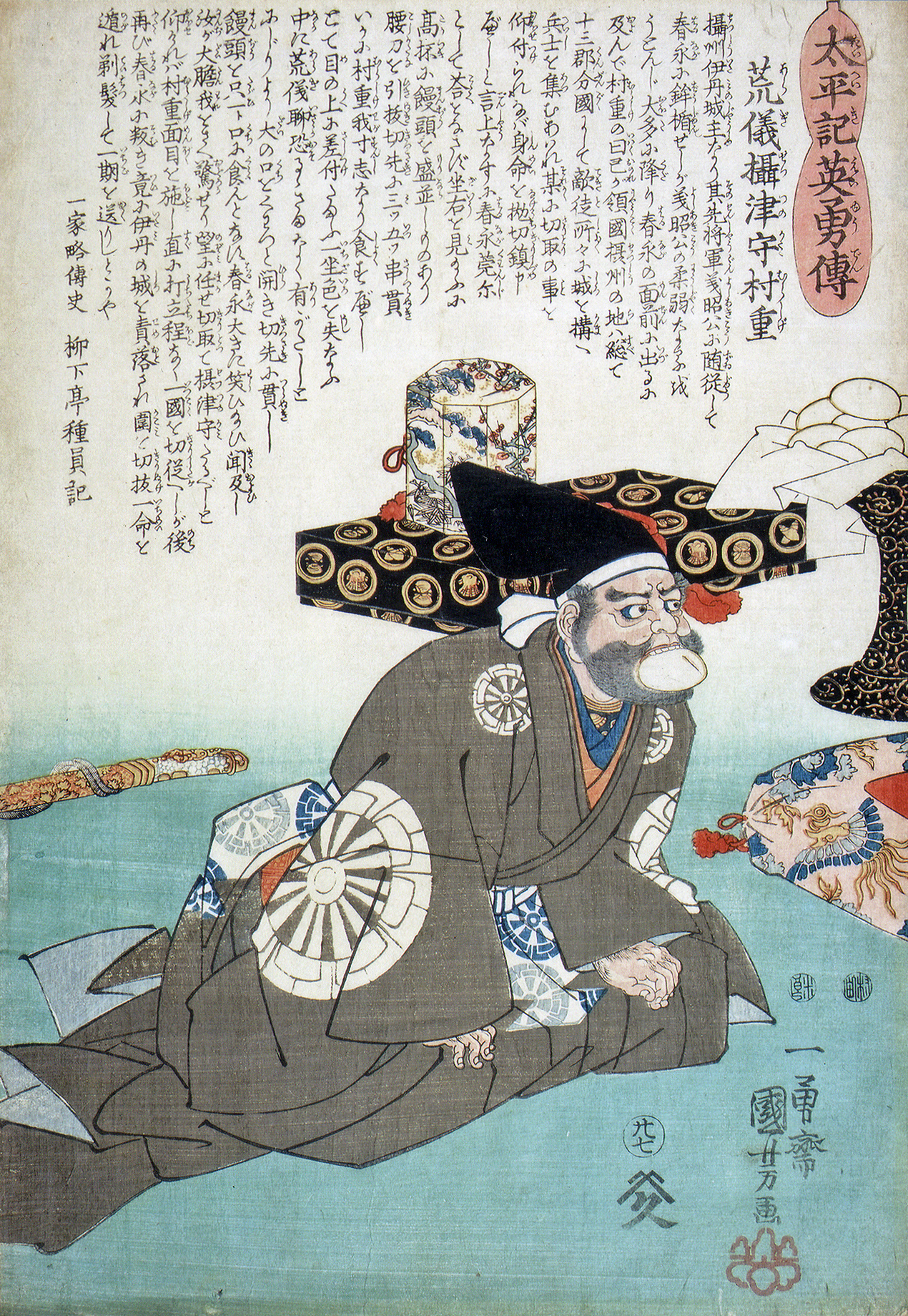
荒木村重錦絵図

茨木重朝は本圀寺の変や野田・福島の戦いで高槻城主和田惟政と共に織田信長の先兵として戦ったが、元亀2年（1571年）8月28日の白井河原の戦いで重朝・惟政と荒木村重・中川清秀の間で戦闘が勃発、重朝は惟政共々討ち取られてしまった。同年9月1日、勢いに乗った荒木軍は茨木城を攻め落とすべく進軍を開始。茨木城兵も出撃、太田郡の山で鉄砲、弓で進撃を留めようとしたが支えきれず、結局城際まで攻めのぼった。この時活躍したのが荒木軍にいた槍の名手熊田千助で外郭を打ち破り、虎口に押し寄せた。城主重朝は既に討死にしているものの、父の翫月斎やわずかな城兵が城内に残っていた。虎口付近で相当な乱戦になったようであるが、熊田千助が虎口を突破、三の丸を占領し、二の丸を守っていた者達は開城し降参した。いよいよ本丸だけになり、深夜裏切り者（新庄城勢ではないかと言われている）が出て城は炎上、落城した。
この戦いで茨木方の300名以上が討死にし、茨木氏は滅びた。

### 中川氏時代

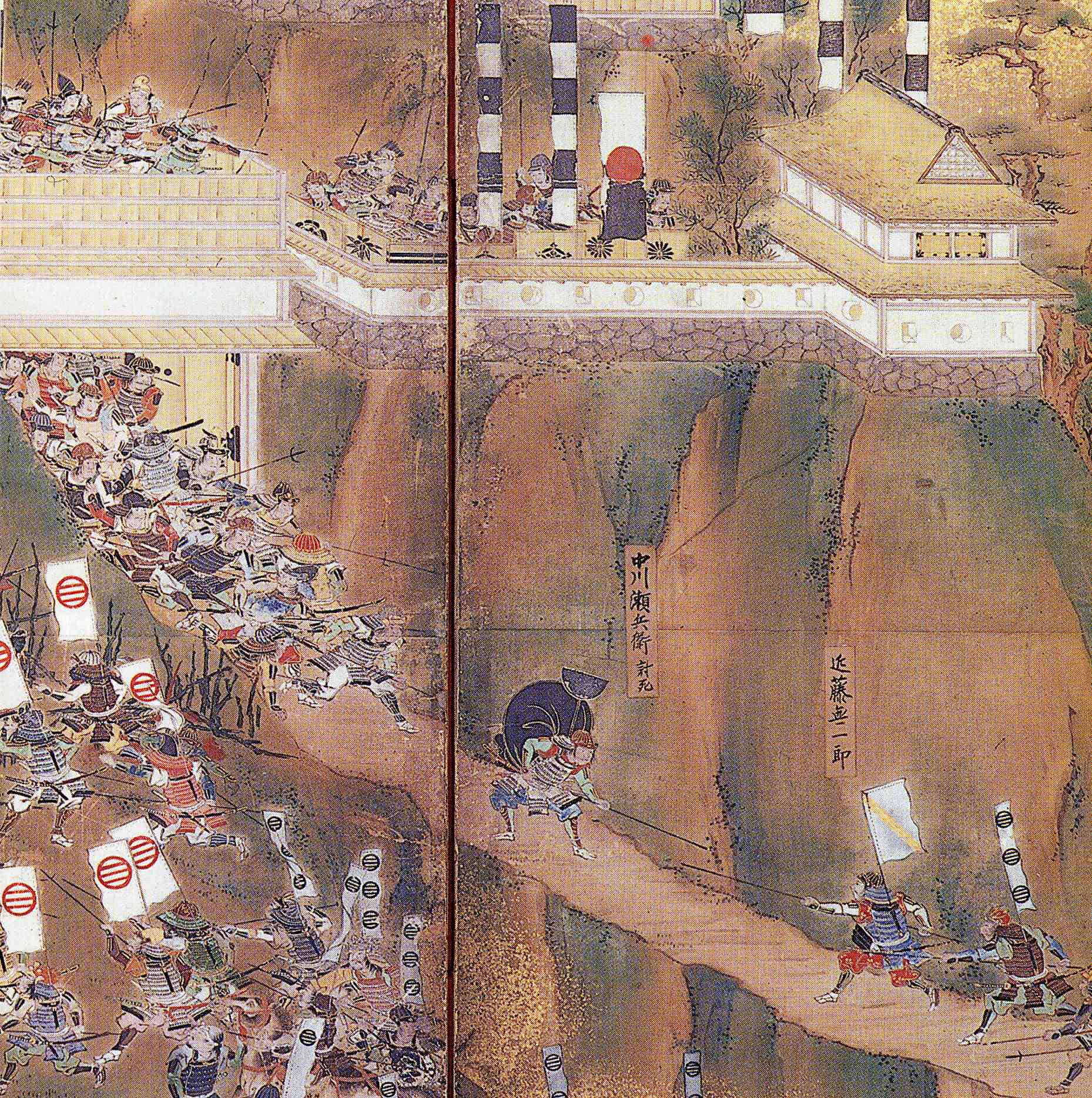
奮闘する中川清秀

その後一旦、茨木城には村重の息子村次が入ったが、実質的な城守は中川清秀で、この時に修復と大規模な拡充を実施、天正5年（1577年）には清秀が正式に茨木城主となった。翌天正6年（1578年）に村重が織田信長に謀反をおこし（有岡城の戦い）、清秀も縁故であるということもあって村重についたが、同年10月28日に信長の調略によって茨木城を開城し織田軍に寝返った。
天正10年（1582年）の本能寺の変後は豊臣秀吉に仕えていたが賤ヶ岳の戦いで戦死、天正14年（1586年）、息子の中川秀政は数々の功績が認められ、播磨三木城へ6万5000石に移封し、茨木の地は秀吉の直轄地となり、安威城の城主であった安威了佐、河尻秀長が代官として茨木城につめていたようである。

### 片桐氏時代

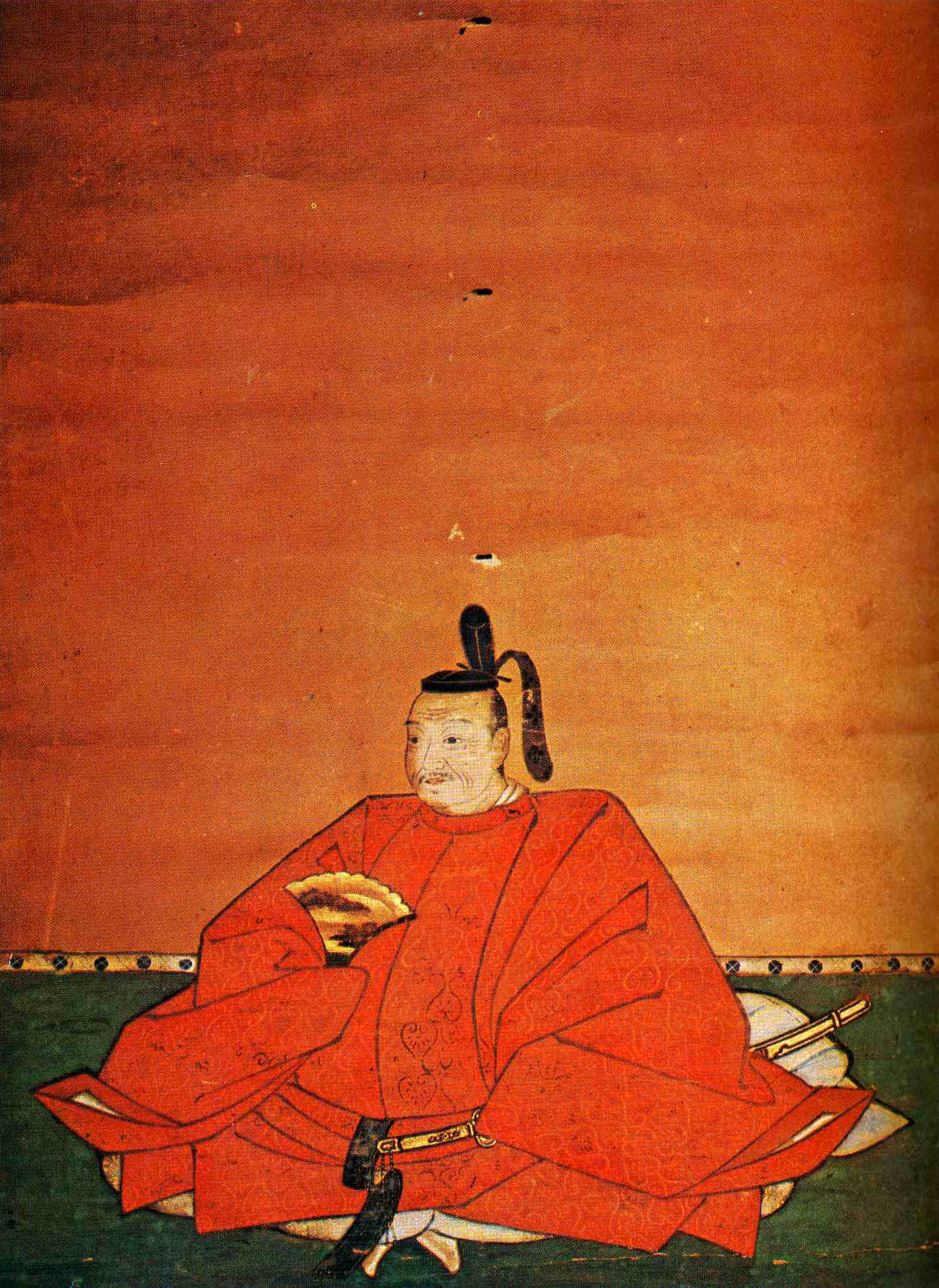
片桐且元像

関ヶ原の戦いの翌慶長6年（1601年）に、片桐且元、貞隆兄弟が茨木城の城主となる。この時の状況を『茨木市史』では、片桐且元の本領は竜田城にあり、豊臣秀頼の補佐のため大坂城につめていたので、実質的には貞隆が城主ではなかったかと解説されている。
慶長19年（1614年）に方広寺鐘銘事件がおき、且元は秀頼の名代として仲裁に奔走するが、淀殿に疎んじられ、徳川方の内通者と疑いをもたれ、ついに豊臣家と袂を分かつことになる。
大坂夏の陣終了後、且元は4万石、貞隆は1万6400石を与えられそれぞれ竜田藩主、小泉藩主となったが、且元は慶長20年（1615年）5月27日、徳川家康の居城駿府城へ赴く途中に病死した。大坂城が落城した同年5月7日からわずか20日後のことであった。

### 廃城
江戸幕府は「一国一城令」を発布、これにより摂津では高槻城のみが残り、且元の息子片桐孝利は龍田城へ、貞隆は小泉城へ移っていった。元和2年（1616年）の茨木代官の間宮三郎、立会人の城忠兵衛のもとで茨木城は取り壊され、約200年続いた歴史に幕をおろした。

## 城郭

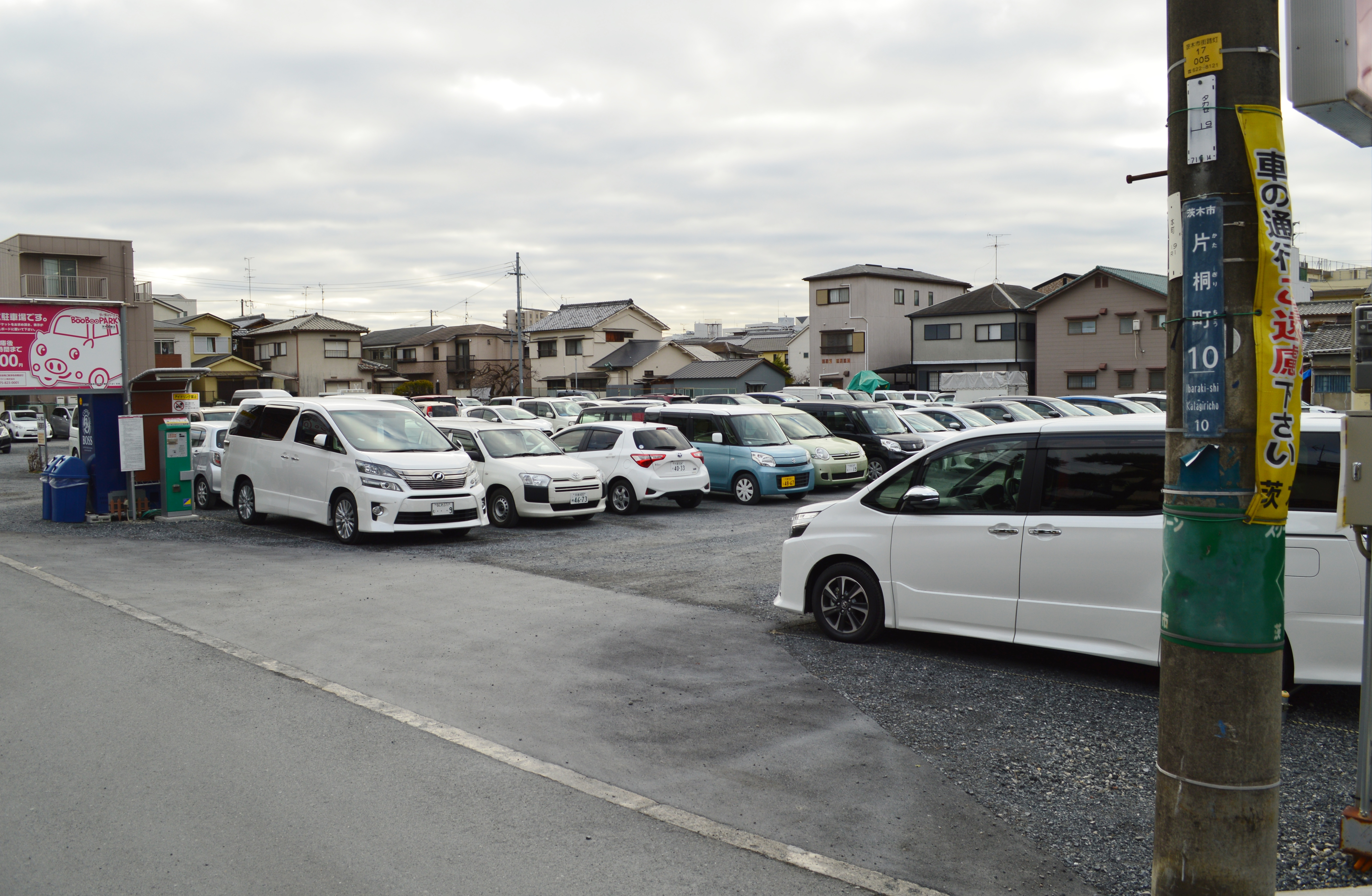
本丸跡付近
電柱標示のように「片桐町」の地名が残る。

茨木市は京阪神地区の衛星都市で、茨木城はその茨木市の中心地にあり、宅地化され遺構らしきものは存在していない。

正確な城郭は、小規模な発掘調査しかできていないため不明で、殿町、旧本丸町、佐助屋敷などの旧町名より推測され、推定地として東西220m、南北330mの範囲で大城ではなかったかと思われている。茨木神社の石垣も茨木城の石垣を移築されたと言われている。

### 諸門

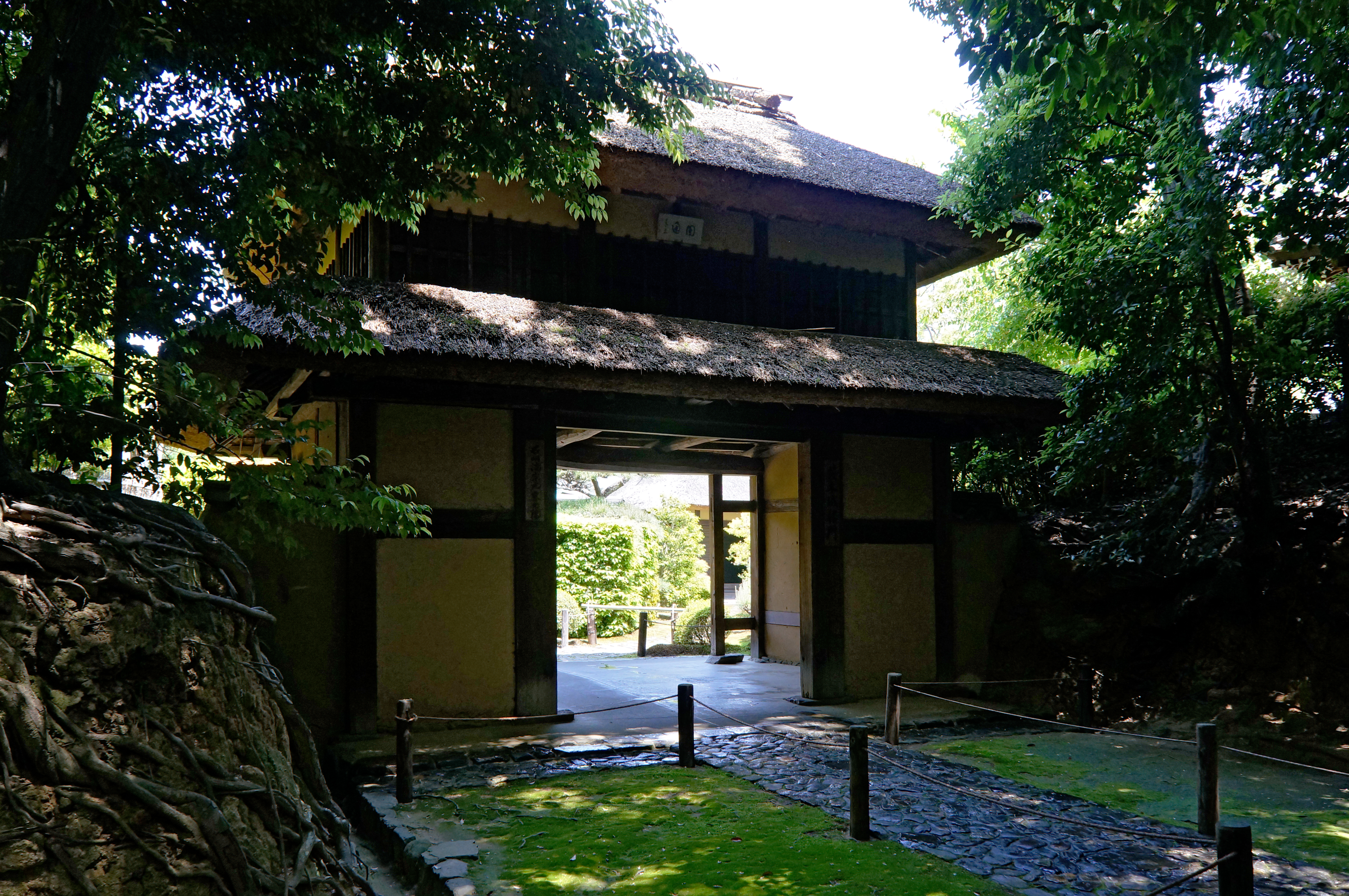
旧櫓門（慈光院表門）

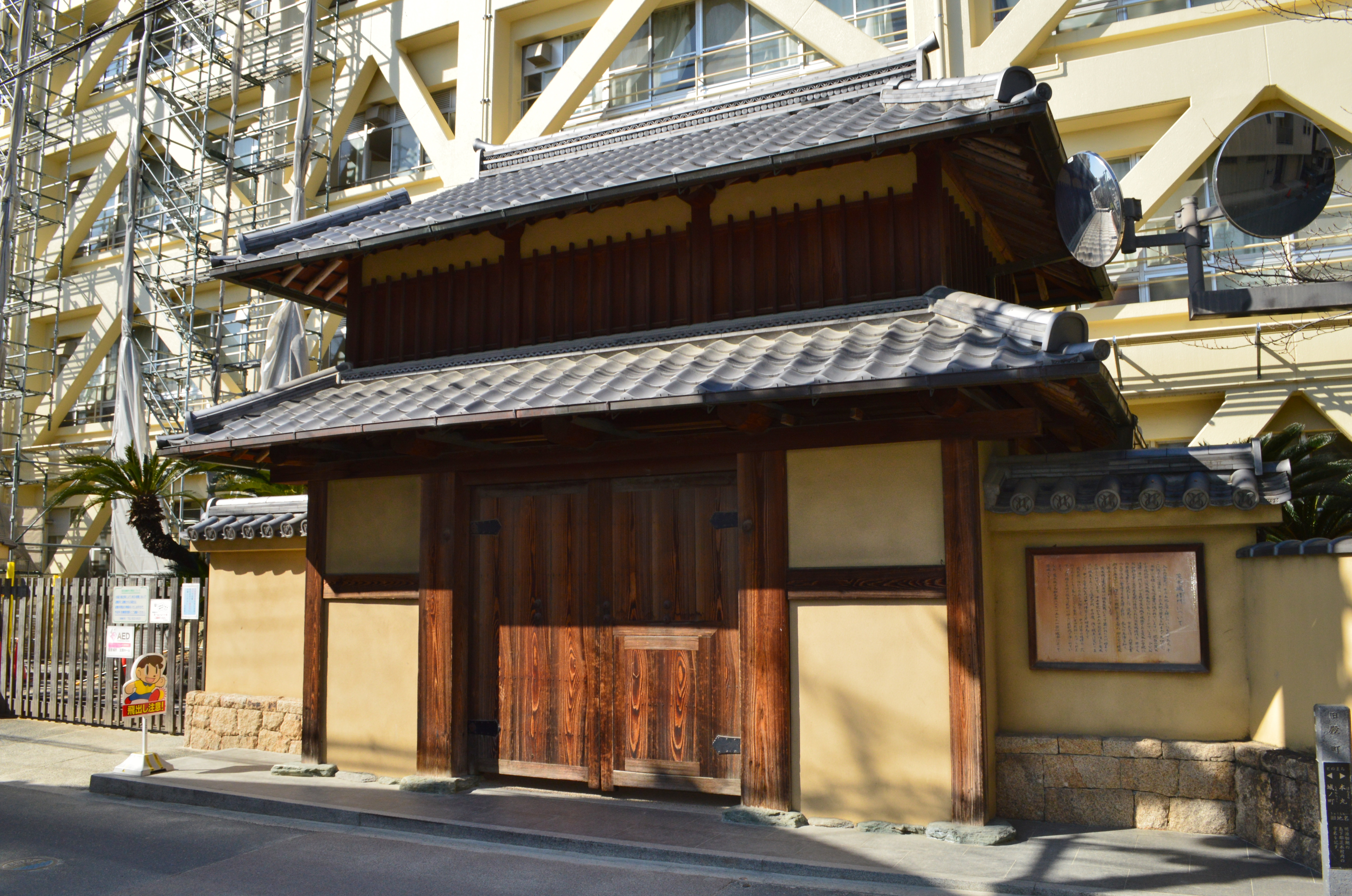
復元櫓門（茨木小学校前）

一国一城令で茨木城が廃城するにあたり、茨木城の門が各地に移築されたと伝承されている。
- 総門
  - 片桐貞隆の江戸屋敷に表門として移築
- 搦手門
  - 茨木神社の東門に移築されたといい伝わる
- 櫓門
  - 慈光院の表門に移築
- 脇門
  - 妙徳寺の表門に移築
- 櫓門（復元）
  - 茨木市立茨木小学校に復元された

### 茨木村絵図

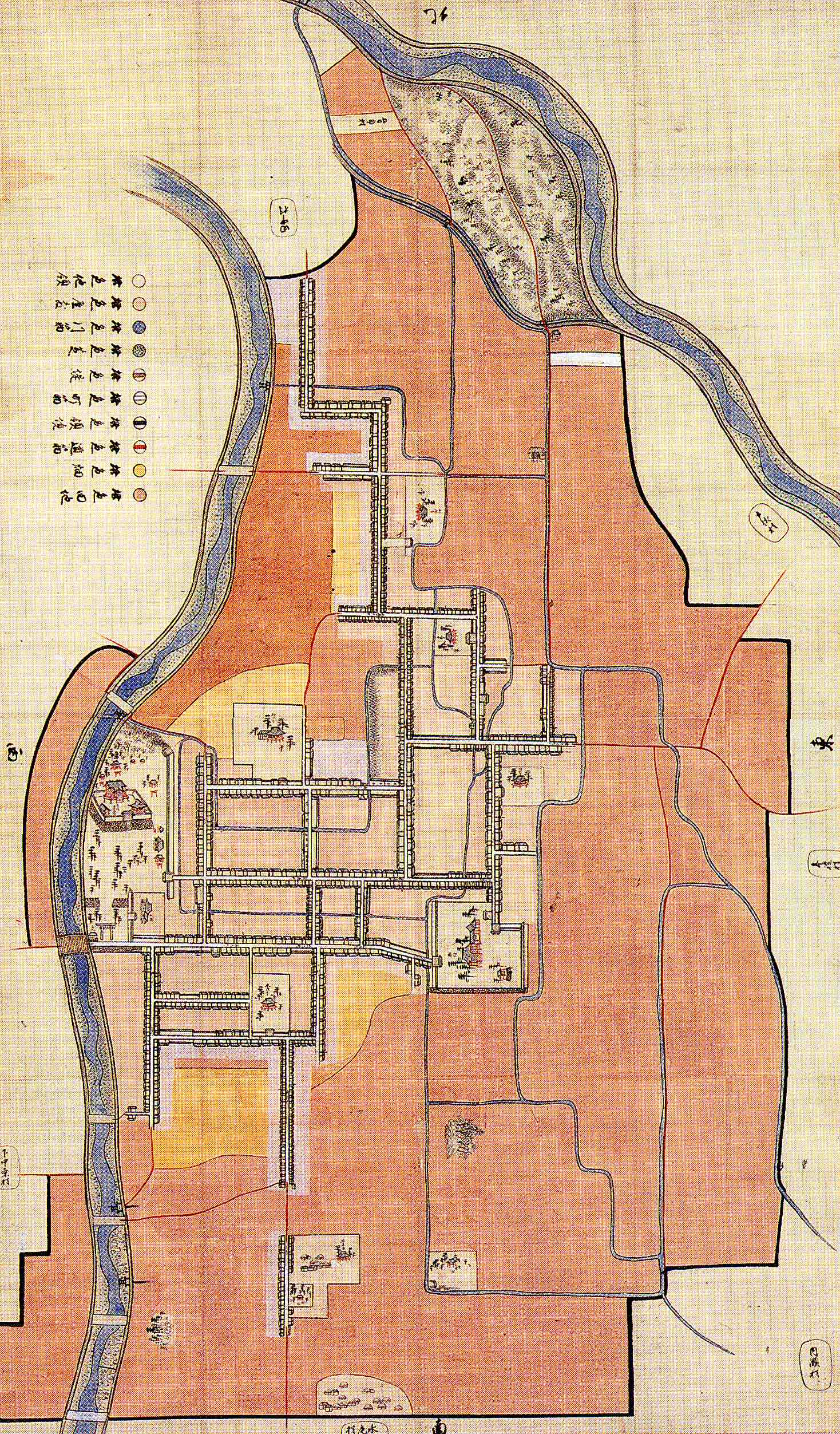
天保14年（1843年）の茨木村絵図

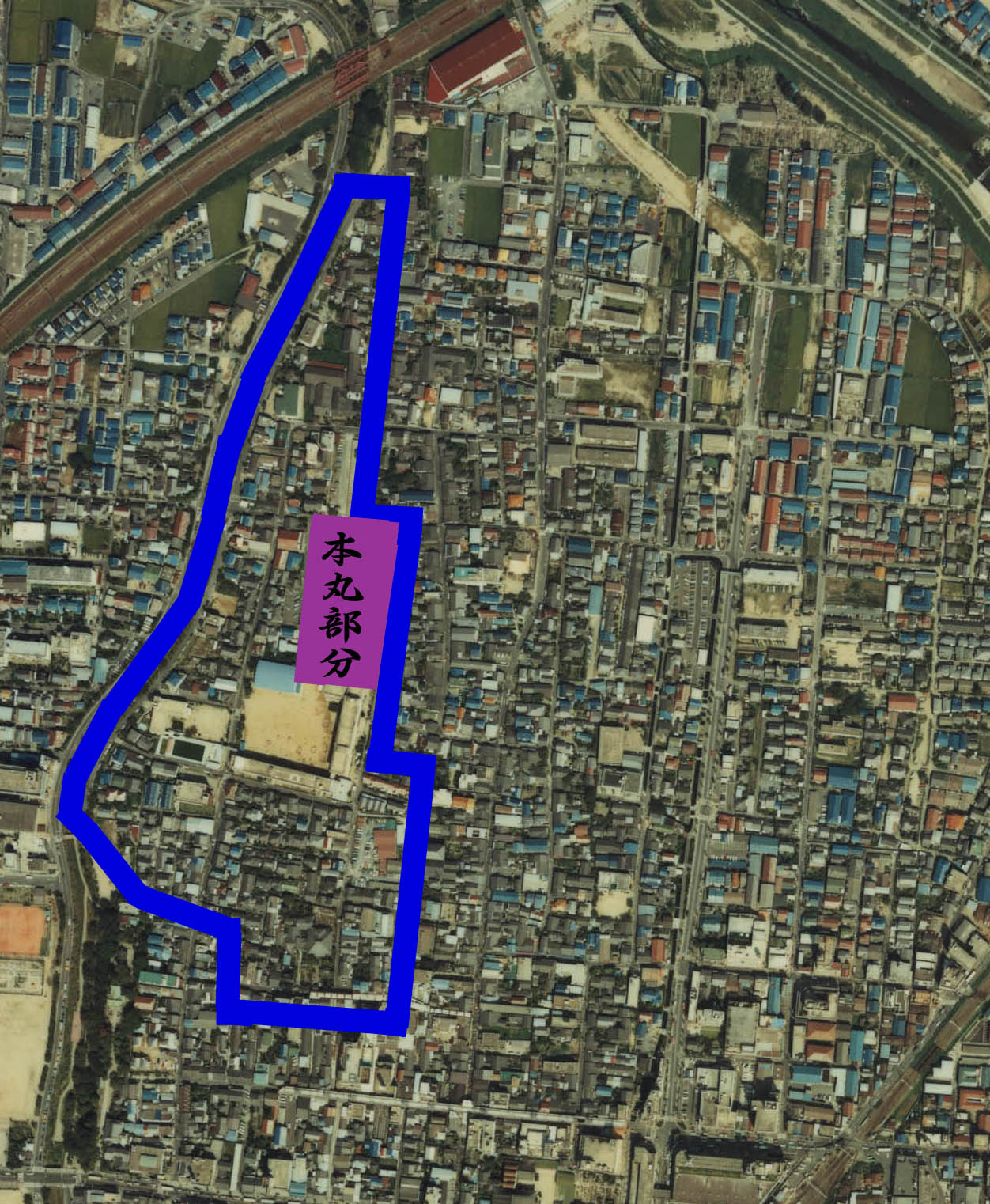
昭和54年（1979年）空中写真／推定城郭部分

左図は茨木城が廃城後の茨木村絵図で、右図は1979年の空中写真で茨木村部分になる。両図を対比すると茨木村絵図は精巧に作図されている。
この絵図には、「佐介垣内田地」「御城跡畑」「御城跡」と記されており、茨木城跡を意識されていたことがうかがえる。
また、空中写真の城郭部分は茨木市史に記載されており、地名より推測されている。

### 元茨木川緑地
茨木城は西側を旧茨木川、東側は安威川に挟まれた地帯に築城されて、特に西側の茨木川は外部からの侵入を防ぐ堀のような役割を果たし、北、東、南側にも濠をめぐらしていたと思われている。しかし、その茨木川も昭和24年（1949年）に廃川となり埋め立てられ、緑地化し茨木市民の憩いの場として活用されている。
城郭につながっていたと思われる丹波橋の袂など、元茨木川緑地には至る所で川の名残を感じさせることができる。

### 天守台

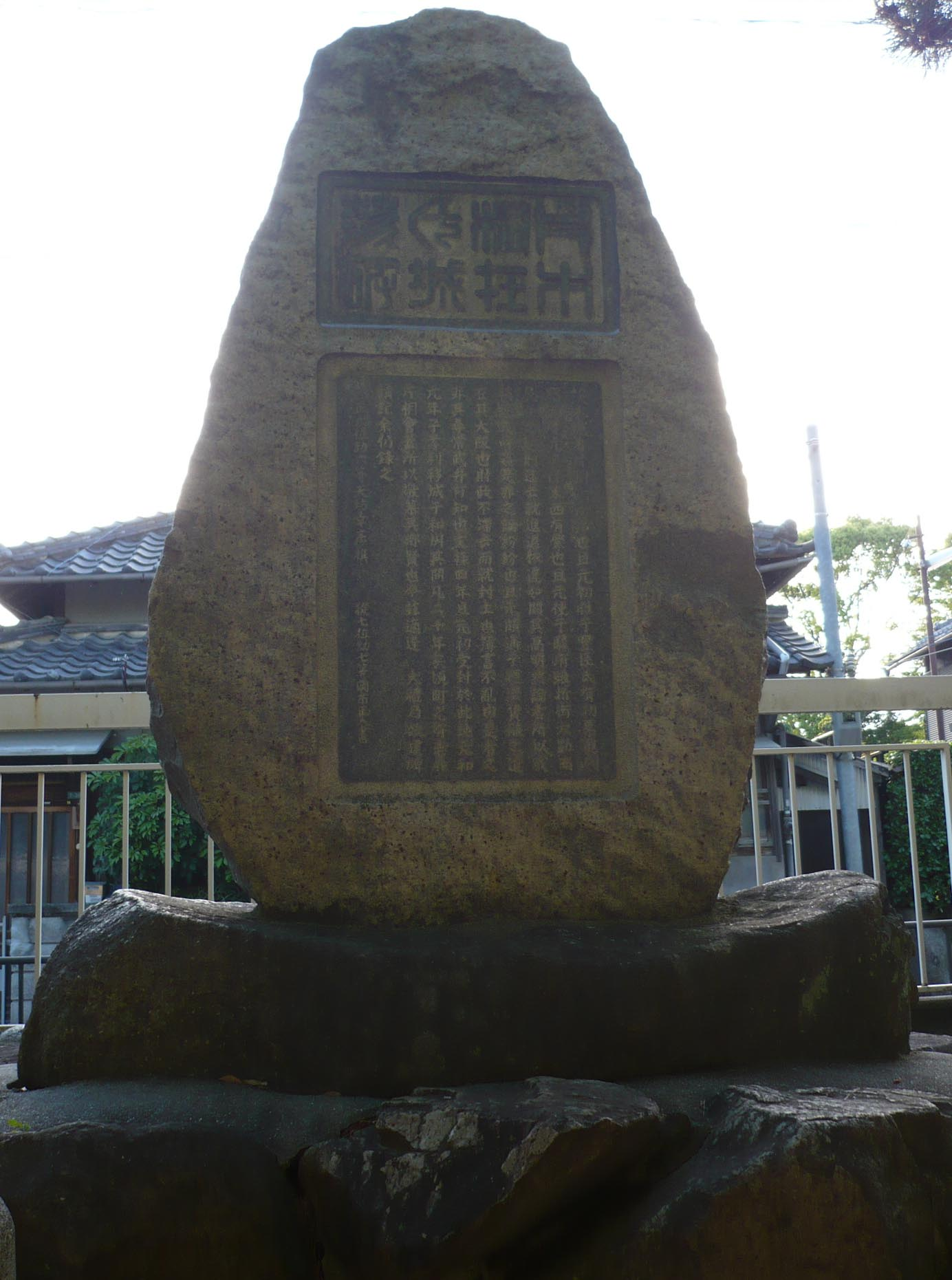
本丸跡にたつ茨木城の標石

茨木城に天守が記載されている古文献は見受けられない。
しかし、『わがまち茨木（城郭編）』によると、本丸は町名により旧本丸町のあたりではないかと推測されており、現在の茨木小学校と片桐町のあたりで、茨木小学校には本丸跡の標石が建っている。「字本丸の内に天守台跡と称する土地あり」とも報告されており、茨木氏、中川氏時代に織田信長方より築城のノウハウを取り入れていたのではないかと思われ、また近隣には天守の可能性が指摘されている伊丹城、越水城があり、天守が確認されている高槻城とも比較して、天守台跡には天守、もしくは櫓のようなものが建っていたのではないかと憶測されている。

## 城跡へのアクセス
- 電車でのアクセス
  - JR京都線（東海道本線）茨木駅
  - 阪急京都本線 茨木市駅
    - 徒歩 約15分
- 車でのアクセス
  - 名神高速道路茨木IC　→　国道171号
  - 近隣に市営中央公園駐車場あり